# Anaccra
Anaccra is een geslacht van vlinders van de familie bladrollers (Tortricidae).

## Soorten
- A. camerunica (Razowski, 1966)
- A. limitana (Razowski, 1966)